# يعوق
يَعُوق من الآلهة الخمسة التي ذكرها القرآن عند قوم نوح. وهو أحد أهم الآلهة التي عبدها العرب في الجاهلية.

## المظهر والاعتقاد
كان يعوق على صورة فرس مصنوعا من الصفر والرصاص. واسمه مشتق من الفعل «عاق» أي ثبطه، مما يوحي بأنه كان إلها «معيقا».

## العبادة
الأصل في عبادة يعوق أن عمرو بن لحي الخزاعي استخرج تمثاله من شط جدة مع تماثيل أربعة آلهة أخرى هم: ود وسواع ويغوث ونسر ووزع تلك التماثيل على القبائل العربية في موسم الحج. فجاء مالك بن مرثد الهمداني فأعطاه عمرو تمثال يعوق فنصبه في موضع خيوان بالقرب من صنعاء. فعبدته قبيلة مذحج ومن والاها من أهل اليمن.
و تقول رواية أخرى أوردها الطبري أن عبادة يعوق كانت في كهلان توارثتها الأجيال إلى أن استقرت عبادته في مذحج.
يذكر أن عبادة يعوق لم تكن منتشرة بين العرب عامة ويظهر أنها كانت محصورة على قبيلة همدان - التي عبدت مذحج بشكل رئيسي - ولم يذكر الإخباريون أن العرب تسمت بأسماء تتعبد فيها ليعوق مثل «عبد يعوق» أو «أمة يعوق». بل أن ورد بيت شعر ينسب إلى مالك بن نبط الهمداني الملقب بذي المعشار يذم عبادة يعوق ويدعو إلى عبادة الله:
و يعلل المؤرخون ذلك بأن همدان قد اختلطت بحمير - التي كانت يهودية - فتركوا الوثنية واعتنقوا اليهودية، وبذلك يستنتجون أن عبادته قد ماتت قبل الإسلام.

## بعد الإسلام
بعد انتشار الدعوة الإسلامية في الجزيرة العربية ترك العرب الوثنية وأسلموا، ولم تذكر كتب التاريخ كيفية القضاء التام على عبادة يعوق ولا عن هدم معبده أو كسر تمثاله. وقد جاء ذكر يعوق في القرآن في سورة نوح: ﴿وَقَالُوا لَا تَذَرُنَّ آلِهَتَكُمْ وَلَا تَذَرُنَّ وَدًّا وَلَا سُوَاعًا وَلَا يَغُوثَ وَيَعُوقَ وَنَسْرًا ۝٢٣﴾ [نوح:23]

## كتب
- كتاب الأصنام

## وصلات خارجية
- تفسير الآية